# Gare de Schlierbach
La gare de Schlierbach est une gare ferroviaire française (fermée) de la ligne de Strasbourg-Ville à Saint-Louis, située sur le territoire de la commune de Schlierbach, dans le département du Haut-Rhin en région Alsace.
Elle est située en pleine forêt de la Hardt, à trois kilomètres du centre du village de Schlierbach, et à un kilomètre des premières maisons situées le long de la route départementale 201.
En mars 2017, dans la préparation des travaux de renouvellement des voies entre les gares de Mulhouse et Saint-Louis, et afin de permettre le passage d'une machine dégarnisseuse, les quais de la gare ont été détruits.

## Situation ferroviaire
Établie à 249 mètres d'altitude, la gare de Schlierbach est située au point kilométrique (PK) 120,921 de la ligne de Strasbourg-Ville à Saint-Louis, entre les gares de Habsheim et de Sierentz.

## Service des voyageurs
Gare fermée